# Terre-Natale
Terre-Natale – miejscowość i gmina we Francji, w regionie Grand Est, w departamencie Górna Marna.
Według danych na rok 1990 gminę zamieszkiwały 444 osoby, a gęstość zaludnienia wynosiła 19 osób/km².

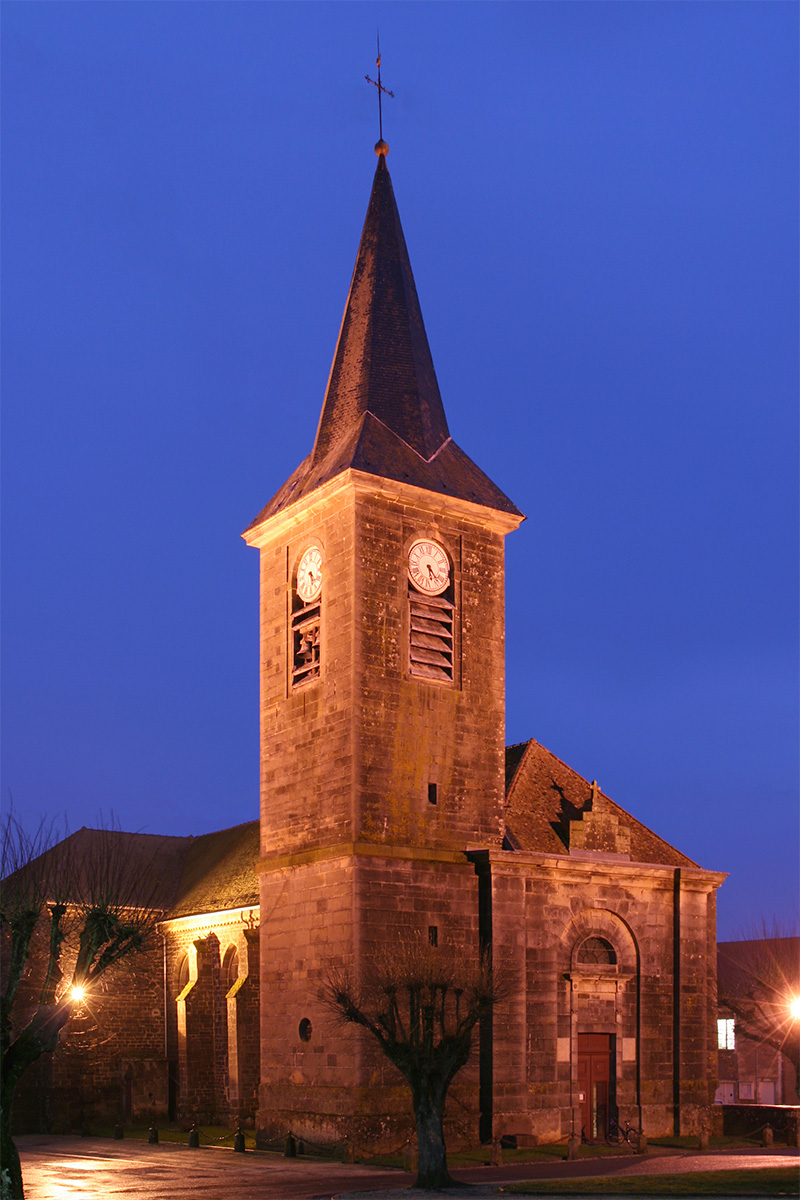
Kościół nocą w Varennes-sur-Amance, 2006